# Илида
Илида (грч. Ήλιδα) је општина у Грчкој. По подацима из 2011. године број становника у општини је био 32.219.

## Становништво
| 2011.  |
| ------ |
| 32.219 |